# Бабашуулу
Бабашуулу (кирг. Бабаш-Уулу) — село в Узгенском районе Ошской области Кыргызстана. Входит в состав Ден-Булакского аильного округа. Код СОАТЕ — 41706 255 817 02 0

## Население
По данным переписи 2023 года, в селе проживало 557 человек.